# Кузнец

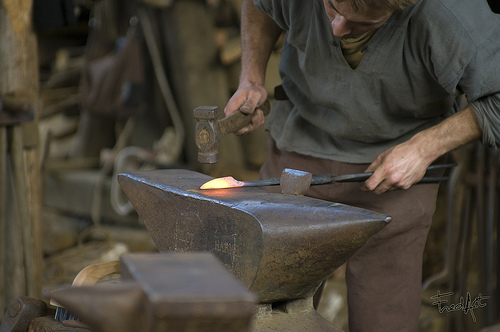
Кузнец за работой

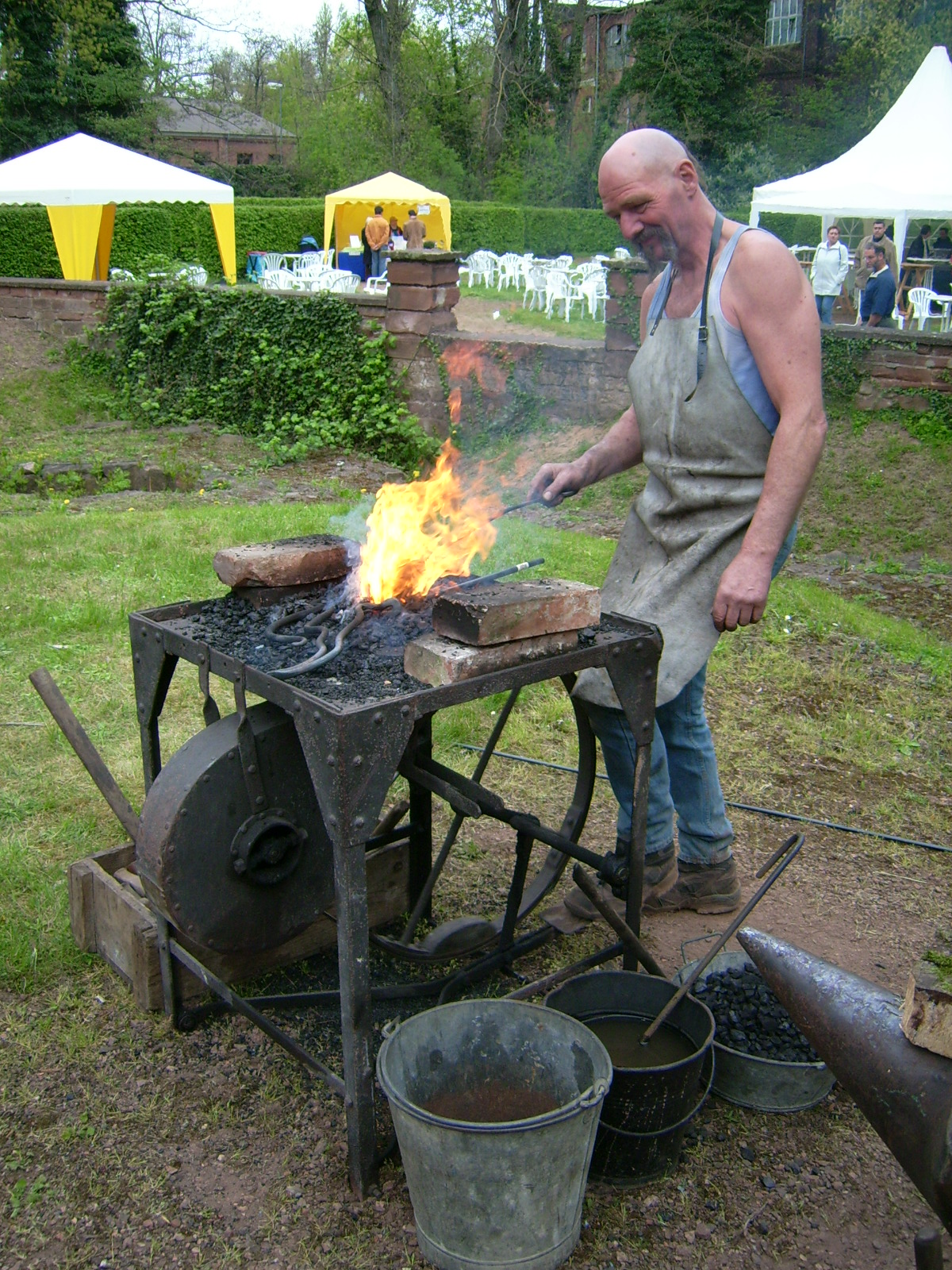
Полевая кузница с огнём

Кузне́ц — мастер, занимающийся обработкой  горячего металла.
Обычно работает в кузнице.
Главный материал для работы кузнеца — металлы: железо (сталь), а также медь и её сплавы (бронза), свинец, благородные металлы.
Кузнечное ремесло включает: свободную ковку, кузнечную сварку, литьё, горновую пайку медью, термическую обработку изделий и прочее.
Кузнечное ремесло (которое появилось с освоением первобытными людьми металлов, первым из которых была медь) выделилось первым в специализированный вид деятельности человека — кузнец должен был бросить заниматься другими делами (земледелием, скотоводством, охотой, изготовлением одежды) и полностью сосредоточиться на своём занятии, требующем достаточно сложных технологических процессов. Кузнецы первыми перешли от натурального хозяйства к производству изделий, предназначенных для обмена на продукты питания и прочие необходимые предметы. Сначала все кузнецы были универсалами, которые изготовляли все виды металлических изделий, затем в городах выделились ножовники (изготовляли ножи, ножницы, косы, серпы и т. п.), оружейники, замочники, ювелиры и т.д. Но в сельской местности вплоть до XX века работали исключительно кузнецы-универсалы.

## История

### Медный век
Первыми металлами, освоенными людьми, были золото, серебро, медь и её сплавы. Это обусловлено существованием этих металлов в самородном виде, химической стойкостью и лёгкостью их обработки в холодном состоянии. Легкоплавкость меди сделала её первым металлом, выплавляемым человеком. Древнейшие находки медных изделий датируются VII тыс. до н. э. Это были украшения, выкованные из самородной меди (бусины, трубочки свёрнутые из расплющенных листков.).
Затем появляется металлургическая медь и сплавы меди с другими металлами (независимо от состава, историками именуются бронзы). Именно сплавы (мышьяковистая, оловянная и другие бронзы), благодаря большей твёрдости и износоустойчивости, заняли первое место как технологический металл (материал орудий). Они же стали основой зарождающейся металлургии сплавов.
Рудные месторождения меди, имеющие выход на поверхность, не многочисленны. Места добычи меди, важные для развития древнего мира, располагались в Малой Азии, жители которой первыми овладели искусством добычи и выплавки меди. Так, в Египет, где месторождения медной руды ничтожны, её завозили с Синайского полуострова. Древние египтяне обозначали медь иероглифом «анх», обозначавшем вечную жизнь, планету Венеру и женский пол.
Греческое название меди «халькос» образовано по названию главного города острова Эвбеи, на котором было месторождение, откуда древние греки впервые стали получать медь. Римское, а потом и латинское название металла «купрум» происходит от латинского названия острова Кипр (в свою очередь, происходящее от ассирийского «кипар» = медь). В основном медь выплавлялась на острове и экспортировалась в виде слитков, в форме растянутой бычьей шкуры. В страны, находившиеся близко, например Сирию, вывозили и руду, об этом говорят находки руды в Рас-Шамре (происхождение подтверждают анализы).
Одним из районов, богатых медными рудами, были горы Кавказа, особенно Закавказье, где известно более четырёхсот древних месторождений меди. На базе месторождений в Закавказье в начале III тыс. до н. э. возникает собственный металлургический очаг. Уже с середины III тыс. до н. э. Кавказ снабжал своей металлургической продукцией степные племена Северного Причерноморья, Подонья и Поволжья и сохранял эту роль почти 1000 лет. Поэтому, первый период в истории металлургии Восточной Европы достаточно справедливо называют кавказским.
Впрочем, существовали и другие центры, такие, например, как Доно-Донецкий регион, где существуют археологические свидетельства самостоятельного плавления меди племенами катакомбной культуры, из меднорудных месторождений Донецкого кряжа.
В Восточной Европе медные изделия производились, в основном, из «привозной» меди: медь для изделий, найденных на землях современных Белоруссии, России и Украины имеют балканское, кавказское и южноуральское происхождение. Так находки медных изделий в протогородах трипольской культуры (Украина, Молдавия) созданы из балканской меди. Немало сырья получено племенами Восточной Европы из месторождений Джунгарского и Заилийского Алатау (современный Казахстан) и даже выработок в Саянах. Их везли с собой кочевые народы Великой степи. Редко, но встречаются изделия из меди скандинавских месторождений.
На переломе 2—3 тысячелетий появились сведения, корректирующие мнение об устоявшиеся представлениях истории металлургии Европы как периферии древневосточных цивилизаций. Основываясь на археологических исследованиях, проведенных до 2001 года на памятниках Подунавья (Румынии, Югославии и Болгарии и восточной Сербии), археометаллурги пришли к мнению, что цивилизация Винча (5500-4000 до н. э.) была знакома с добычей, выплавкой и обработкой меди до ближневосточных регионов. Источником металла были ранний энеолитские рудники, такие как «Рудна глава» (вблизи Майданпека) месторождение Беловоде и Белолице (около Петровца-на-Млави). Возможно, здесь колыбель европейской металлургии.
Говорить о кузнецах «медного века» не совсем корректно. Собственно кузнечную ковку для обработки использовали редко, чаще изделие отливали. Дело в том, что медь отлична по свойствам от железа. Если медный предмет нагреть и бросить в воду, он не станет твёрже (закалится), а станет мягче (отжиг или отпуск). Лишь со временем медь становится твёрже. Искусственный способ сделать режущий край медного изделия твёрже — наклёп (серия несильных ударов).
Задолго до прихода славян в Восточную Европу древние народы Евразии освоили различные технологии литья: в открытую, а затем в закрытую форму, и наиболее развитую технику — литье по выплавляемым моделям. Большую часть изделий из меди изготавливали в «черновую» прямо на месте добычи. Например, на Южном Урале нередки находки партий литых бронзовых серпов, подготовленных для дальнейшей продажи.
Собственно кузнечные (ударные) технологии для медных изделий в тот период в основном касались отделки — чеканка, гравировка, полировка или покрытия изделий (фрагментов) чернением, золотом или серебром.

### Железный век

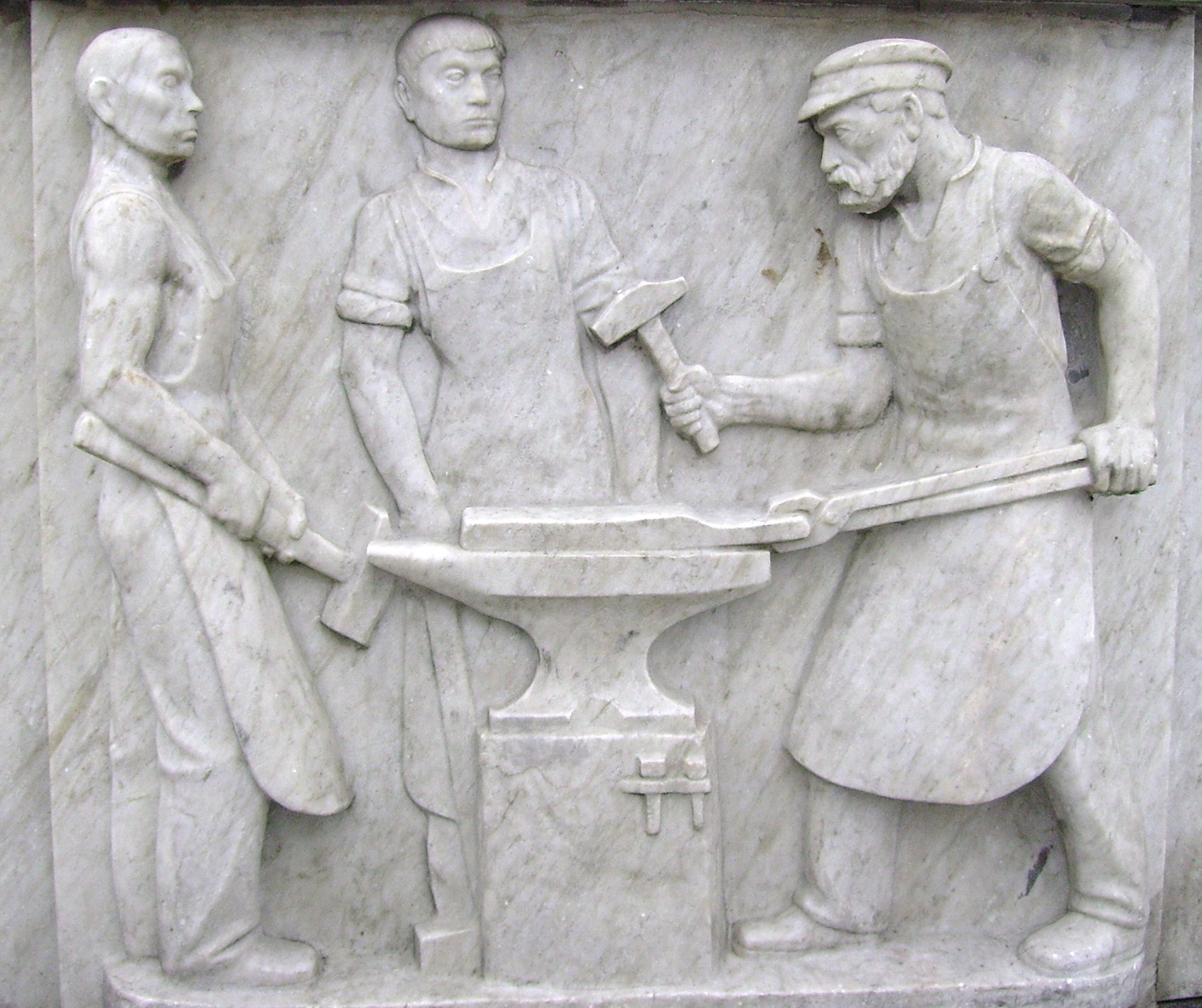
Искусство ковки. Святилище

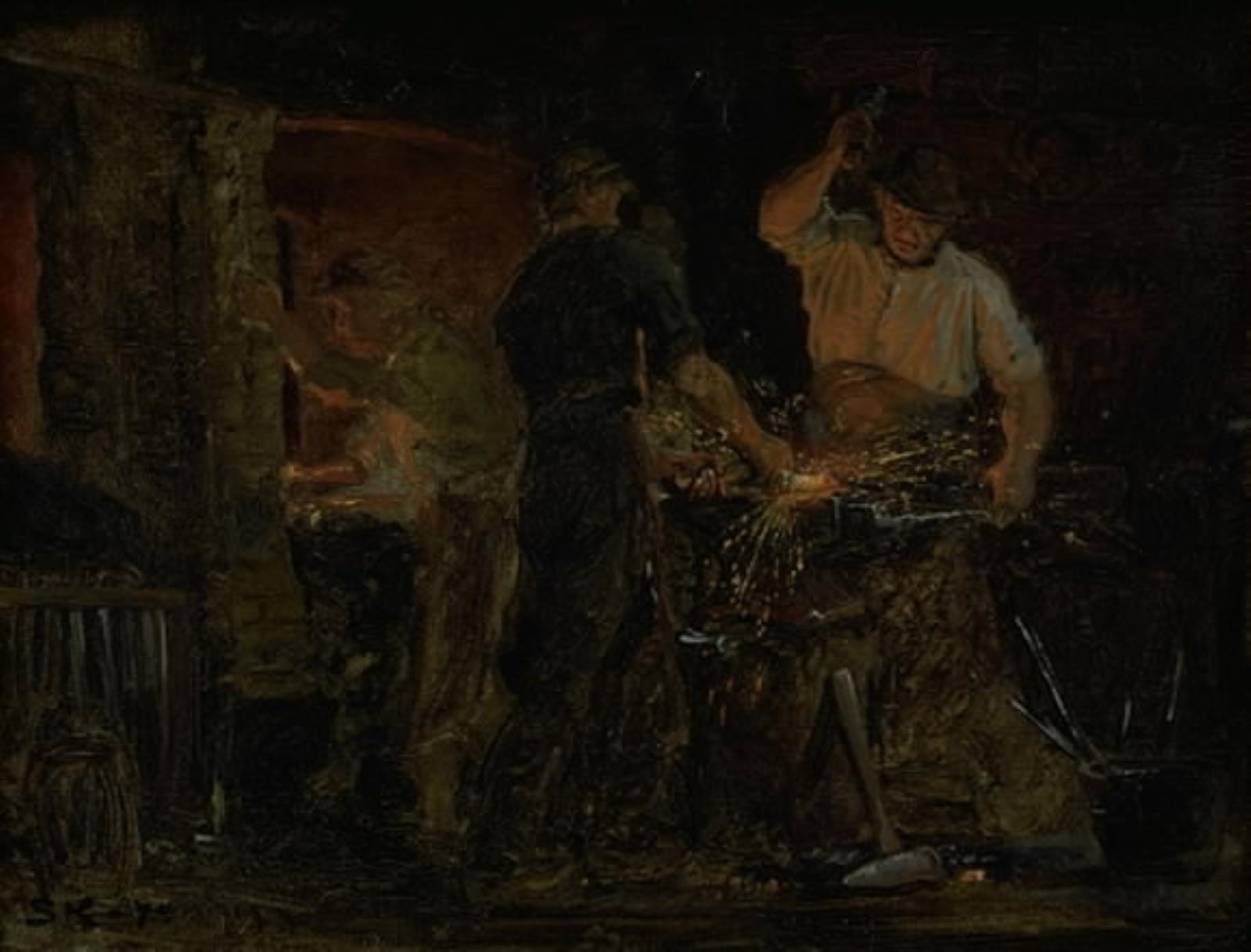
Кройер — Кузница в Хорнбеке

Человек знал железо (Fe) очень давно, но это было метеоритное железо. В 1818 году полярная экспедиция англичанина Дж. Росса нашла большой железный метеорит на берегу бухты Мелвилл-Бей (Melville Bay) на северо-востоке Гренландии. В конце XIX века одна из экспедиций Роберта Пири на север Гренландии (вблизи мыса Йорк) нашла огромный железный метеорит (вес около 34 тонн). От этих «небесных камней» эскимосы много лет отделяли небольшие куски железа и делали из них ножи и наконечники гарпунов и другие орудия труда. Древние летописи говорят об оружии из «металла неба», которое принадлежало героям или полководцам. Изделия из метеоритного железа легко отличить по высокому содержанию никеля. Но этот ресурс не удовлетворял потребности человечества.
Приблизительно в 1200 году до нашей эры наступил «Железный век» — человек перешагнул барьер температур и научился получать железо из руд. Открытый огонь (пламя костра) может дать температуру 600—700 ˚С, в замкнутом гончарном горне уже получают температуры 800—1000 ˚С (и уже есть вероятность получения зерен чистого металла). Лишь в сыродутной печи можно обеспечить температуру до 1100—1300 ˚С. и уверенно получают восстановленное железо. Зерна металла оказываются вкрапленными в губчатую массу окислов и шлаков (крицу). Это не было для древних плавильщиков неожиданностью — расплавленная медь отличается активным газопоглощением, поэтому отливки из неё также получаются губчатые, пористые и требуют дальнейшей проковки. Потому, остывшую крицу железа дробят, отбирают куски с металлом и снова проковывают. Лишь в печах особой конструкции (с интенсивным наддувом) металл плавится и стекает в нижнюю часть горна, так что шлаки всплывают на нём. Такая технология приводит к науглероживанию железа и получению чугуна, который не поддается кузнечной ковке.
Традиционно, открытие выплавки железа из руд приписывают малоазиатскому народу халибов, потому греческое название железа (стали) Χάλυβας происходит от этого народа. Аристотель оставил описание «халибского» процесса получения железа, от обогащения флотацией породы до выплавки с использованием неких добавок (предположительно флюса или легирования). Из текста следует, что полученный металл был серебристого цвета и не ржавел. Первые образцы железа земного происхождения обнаружены на Ближнем Востоке в виде небольших бесформенных комков (Че-гер-Бозер, Ирак) и датируются 3000 годом до нашей эры. К наиболее древним железным изделиям можно отнести также два предмета, найденные при раскопках в Египте: один в пирамиде, построенной 2900 лет до нашей эры, а другой — в Абидосе в могильнике, сооруженном лет на 300 позднее.
По мнению учёных, металлургия возникла самостоятельно в ряде мест земного шара — различные народы осваивали её в разное время. Этому способствовало гораздо большее распространение железосодержащих соединений, чем медьсодержащих. Так повсеместно различными народами был освоен процесс получения железа из «луговых» руд. Это сырьё — рыхлые, пористые образования, состоящие главным образом из лимонита с примесью гидратов окиси железа, песка (глины) с фосфорной, гумусовой и кремниевой кислотами. Образуется подпочвенными водами с участием микроорганизмов в топях и на влажных лугах. Благодаря биологической составляющей это сырьё постоянно возобновляется и для местных потребностей такой источник в начальный этап развития железного производства был «неисчерпаемым» и распространённым.

## Выплавка и обработка железа
Многие кузнецы покупали у плавильщиков готовый металл, который могли плавить, заливать в форму, штамповать, волочить, гнуть, скручивать, ковать, чеканить, сваривать в единое изделие (кузнечная сварка) и т. д. Все эти приёмы, как и железная металлургия, были известны различным народам (балтским, финно-угорским и тюркским) Восточной Европы задолго до появления славян. Знали и обрабатывали железо многие народы азиатской части бывшего СССР.
Подковывание лошадей имеет отношение как к кузнечному делу, так и к ветеринарной ортопедии.

### Ковка

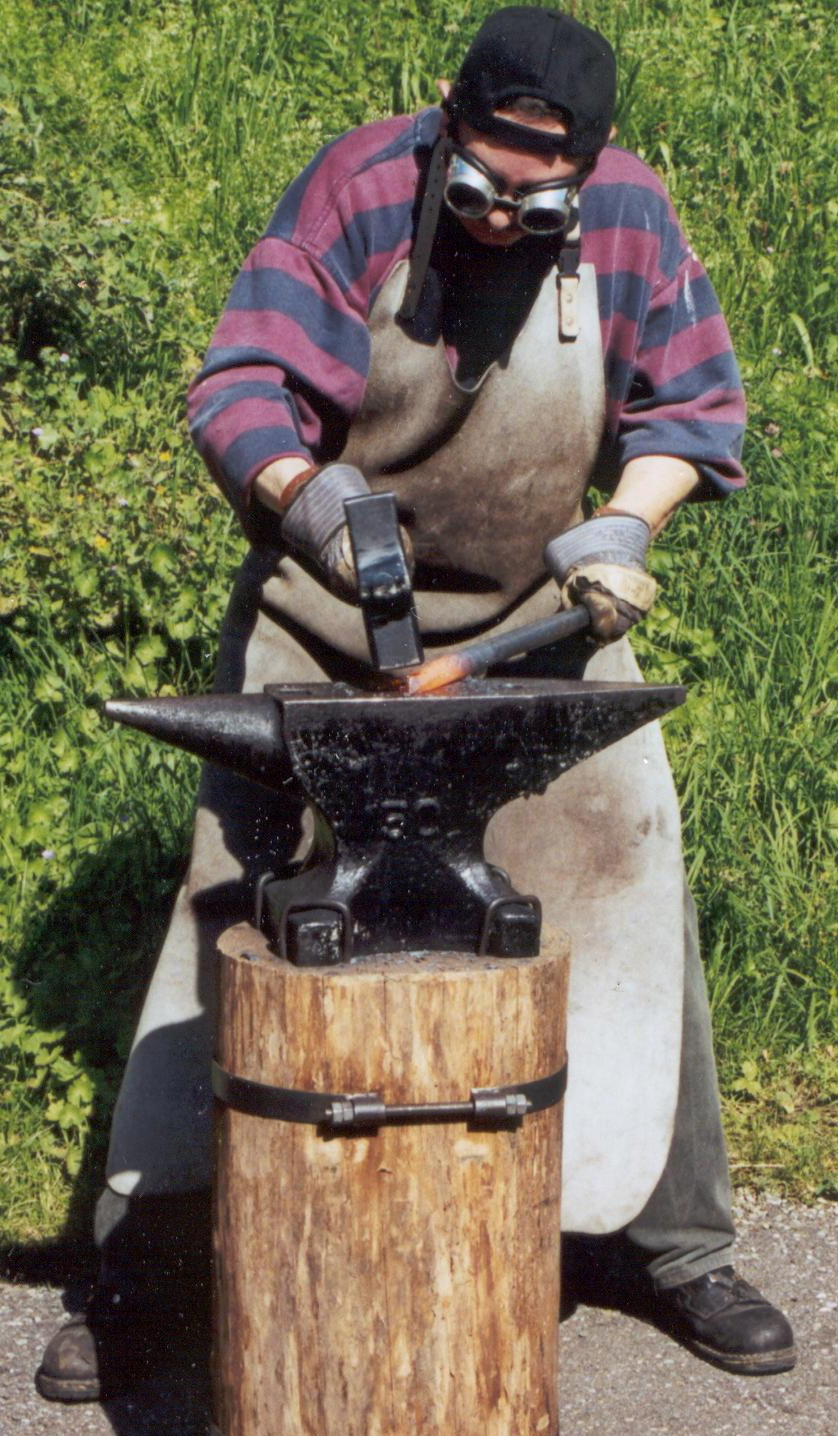
Наковальня

Ковка — основное техническое действие кузнеца. Она включает вытяжку, рубку, осадку, прошивку, гибку, торсирование (скручивание), отделку, насекание рисунка, набивку рельефа и фактуры, а кроме того, кузнечную сварку, литьё, горновую пайку медью, термическую обработку изделий и проч. Производится исключительно с нагретым металлом, что принципиально отличает кузнецов от слесарей, мастеров по холодной обработке металла. Первоначально, слово слесарь обозначало «замочный мастер», от немецкого замок (Schloss) или ключ (Schlüssel). В дальнейшем, до появления мастеров станочников, так называли всех мастеров, обрабатывающих металл холодным. Для примера, соединение отдельных деталей в единое изделие кузнецы и слесари могут осуществлять одним приёмом — клепкой, но ковка (кузнечная сварка) приём исключительно кузнечный, так же как пайка — слесарный.
Большое количество одинаковых фасонных изделий из металла может изготавливаться штамповкой, которая может быть горячей и холодной. Этот способ также относят как к кузнечному, так и слесарному делу.

### Инструменты
В кузнице можно обнаружить множество оборудования, инструментов и приспособлений.
К основному (обязательному) оборудованию относят температуро-задающее: горн (устройство для нагрева заготовок) и ёмкость с водой (для охлаждения). Сюда же следует отнести большую (основную) наковальню.
Кузнечный инструмент и приспособления для ручной ковки можно разделить на:
основной — с помощью которого заготовке придают форму и размеры, соответствующие первоначальному замыслу (рисунку, эскизу, чертежу…). Различают опорный, ударный и вспомогательный.
Ударный: молоты (кувалды), молотки-ручники и различные фасонные молотки.
Опорный: различные наковальни и шпераки.
Вспомогательный:
- Различные виды клещей и захватов, приспособлений и средства малой механизации… Используют для захвата, поддержания и поворота заготовок во время ковки, а также для транспортирования их для выполнении других операций В общем все то, что контактирует с заготовкой, но не участвует в ковке (не касается наковальни, молота и рабочей зоны заготовки). Сюда же можно отнести тиски и различные устройства (воротки, ключи), применяемые, например, для торсирования (скручивания), гибочной плиты (стальные плиты с отверстиями, в которые по заданному рисунку и размерам вставляют стержни и по ним огибают горячую заготовку).
- Зубила, кузнечные топоры, обсечки, подсечки, которыми разрубают (обрубают) заготовку для получения поковки требуемой длины.
- Пробойники (бородки), прошивни… Ими прошивают и пробивают (просекают) в заготовке отверстия различной формы, и если требуется расширяют их.

Облегчают и ускоряют работу кузнеца приспособления, которые можно разделить на: накладные, подкладные и парные.
Накладные приспособления: Набойки и гладилки, пережимки, обжимки, раскатки… Их временно накладывают или устанавливают на поверхность заготовки и бьют молотом, чем приглаживают поверхности или наоборот, деформируют её, для уменьшения толщины (всего профиля), создания утончений (кольцевых на круглых заготовках или канавок на пластинах)…
Подкладной инструмент: нижники, специальные приспособления и формы. Подкладывают между заготовкой и наковальней, после чего бьют по заготовке. Так изгибают или формируют профиль заготовки. Отдельно стоят гвоздильни, для ковки головок (шляпок) гвоздей, болтов и другого крепежного инструмента.
Парный инструмент: состоит из пар двух предыдущих инструментов. Например, дает возможность из цилиндра сделать правильный многогранник.
Измерительные (мерные) устройства и приборы: циркули, измерительные циркули (со шкалами) и штангенциркули, не высокого класса точности калибры (пробки, кольца), железные линейки и рулетки, угломеры, лекала, трафареты и другие. Все они используются для контроля размеров и формы заготовки. Отдельно стоят различные пирометры, для измерения температуры обрабатываемой части заготовки и зоны горения горна.
Названы и классифицированы лишь главные инструменты, оборудование и устройства. Помимо них существует множество других, с помощью которых раньше кузнецы выполняли и массу специфических операций, в настоящее время полностью автоматизированных на промышленных предприятиях. Так для волочения (изготовления) проволоки использовали волочильные доски. Это стальные плиты с рядом калиброванных отверстий, диаметр которых увеличивающихся с заданным шагом. Кузнец брал заготовку (пруток), грел его по всей длине, ручником обрабатывал (сужал) один из краев, вставлял в отверстие доски, с другой стороны захватывал конец клещами и тянул заготовку сквозь отверстие. Тем самым он равномерно уменьшал диаметр заготовки и удлинял её (вытяжка). Затем заготовку отпускали в горне и протягивали через следующее отверстие, меньшего диаметра.

### Изделия
Кузнецы изготавливали огромное количество необходимых для существования человека предметов:
- инструменты
- оружие
- подковы
- строительные элементы
- украшения и т. д.

С наступлением индустриализации ручное производство сменилось фабричным поточным. Современные кузнецы занимаются, как правило, ручной художественной ковкой и изготавливают штучные изделия.
В настоящее время термин также используется в значении рабочего кузнечно-прессового цеха (например, «кузнец-штамповщик»)

## Архетипичность кузнеца
Кузнечное ремесло казалось прочим людям (которые занимались лишь земледелием и скотоводством) загадочным и похожим на волшебство. Вдобавок, из-за опасности возгорания кузнецы обычно поселялись на отшибе, что порождало дополнительную загадочность. Поэтому кузнецы часто считались колдунами, связанными с дьяволом, тёмными силами (ср. аналогичное отношение к мельникам, которые тоже селились отдельно и имели дело с техникой). См. этимологию русских слов «коварство» (однокоренного со словом «ковать»; ср. чеш. kovářstvo = кузнечество; напр., книга Pleiner R. «Stare evropske kovářství». — Praha, 1962.) и «козни» (однокоренного со словом «кузнец»).
В русских деревнях считалось, что кузнец может не только выковать плуг или меч, но и врачевать болезни, устраивать свадьбы, ворожить, отгонять нечистую силу от деревни. В эпических сказаниях именно кузнец победил Змея Горыныча, приковав его за язык.
В «допетровской» России казённые кузнецы были служилыми людьми «по прибору» и получали из государственной казны денежное жалование. В слободских казацких полках кузнецы были нестроевыми казаками-«подпомощниками» и принимали участие в походах. В кавалерийских частях и конной артиллерии российской армии и РККА, вплоть до середины XX века так же существовали штатные должности кузнецов.
Из-за того, что кузнецы раньше прочих выделились из общей массы народа, и из-за того, что обычно кузнец был уважаемым, достаточно обеспеченным человеком, одна из самых распространённых фамилий в мире основана на этой профессии — общерусская фамилия Кузнецов, а также Коваль, Ковалёв, Ковальчук, Коваленко, Ковалюк (укр.), Ковальский, Ковальчик (польск.), Смит (англ.), Шмидт (нем.), Лефевр, Ферран (фр.), Эрреро (исп.), Дарбинян (арм.), Мчедлидзе (груз.), Чкадуа (мегр.), Ажиба  (абх.), Сепп  (эст.), Сеппенен  (фин.) и так далее.

### Кузнец в мифологии, религии и литературе
В мифах древних цивилизаций бог-кузнец появляется как демиург — устроитель миропорядка, инициатор возникновения ремёсел. Часто он — либо громовержец, либо связан с ним (например, куёт молнии), а ещё с Солнцем. Ему может быть присуща хромота, кривизна, горбатость и т. п. — в древних племенах в ученики кузнецам отдавали ущербных мальчиков, которые не могли стать полноценными охотниками или воинами. В древности кузнецам могли нарочно повреждать ноги, чтобы они не смогли убежать и присоединиться к чужому племени. В итоге они становились «мастерами-жрецами», связанными с тайным знанием, не только ремесла, но и религиозным (отсюда особый ум героев-кузнецов). В некоторых племенах кузнецы смыкаются с царями.
Владение кузнечным ремеслом приписывалось и мифическим карликам, гномам, циклопам и т. д. В мифах кузнец часто — культурный герой.

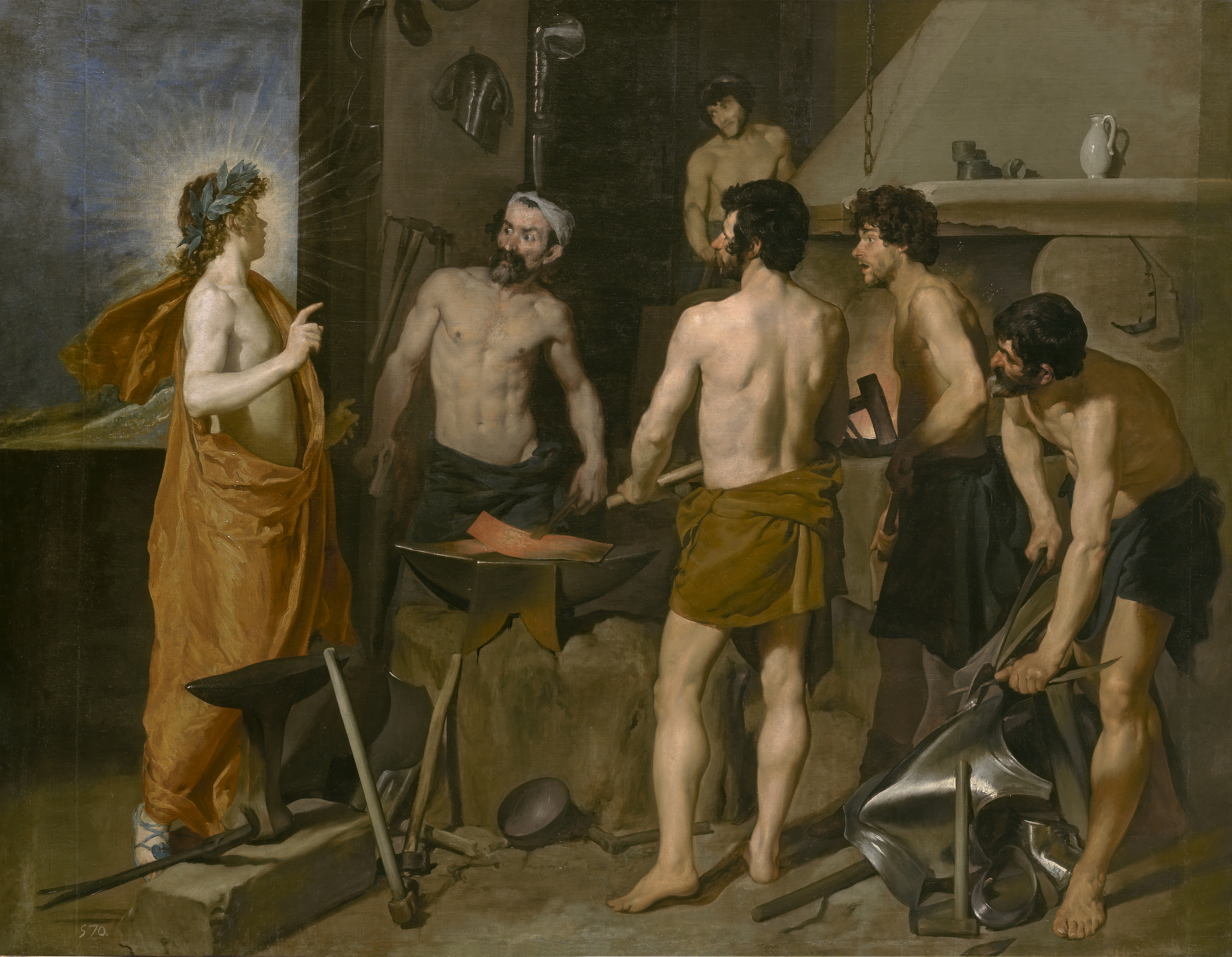
Диего Веласкес. Кузница Вулкана

#### Античные персонажи
- Гефест — древнегреческий бог кузнечного ремесла, первый бог-мастер
- Вулкан — древнеримский бог кузнечного ремесла, отождествлявшийся с Гефестом
- Сефланс — этрусское божество подземного огня, бог-кузнец, соответствует римскому Вулкану
- Тельхины

#### Кельтские и скандинавские персонажи
- Гоибниу — кельтский бог-кузнец, чьё имя даже происходит от слова «кузнец».
- Гофаннон — аналог Гоибниу у валлийцев
- Тор — скандинавский бог-громовержец
- Велунд (Вёлунд, Weyland) — кузнец в скандинавской мифологии, персонаж «Песни о Велунде» в «Старшей Эдде». В артуровском цикле легенд ему приписывается создание меча Эскалибура. В германских легендах с наступлением христианства прекратил быть божеством и стал именем Сатаны (в немецком произношении «Воланд») — см. персонаж «Фауста» Гёте, откуда он перекочевал в «Мастера и Маргариту» Булгакова. Хромота Сатаны имеет те же корни, что хромота Гефеста
- Мимир — гном-кузнец, учивший Зигфрида (также сына кузнеца)
- ирландский кузнец Куланн, чью собаку убил Кухулин

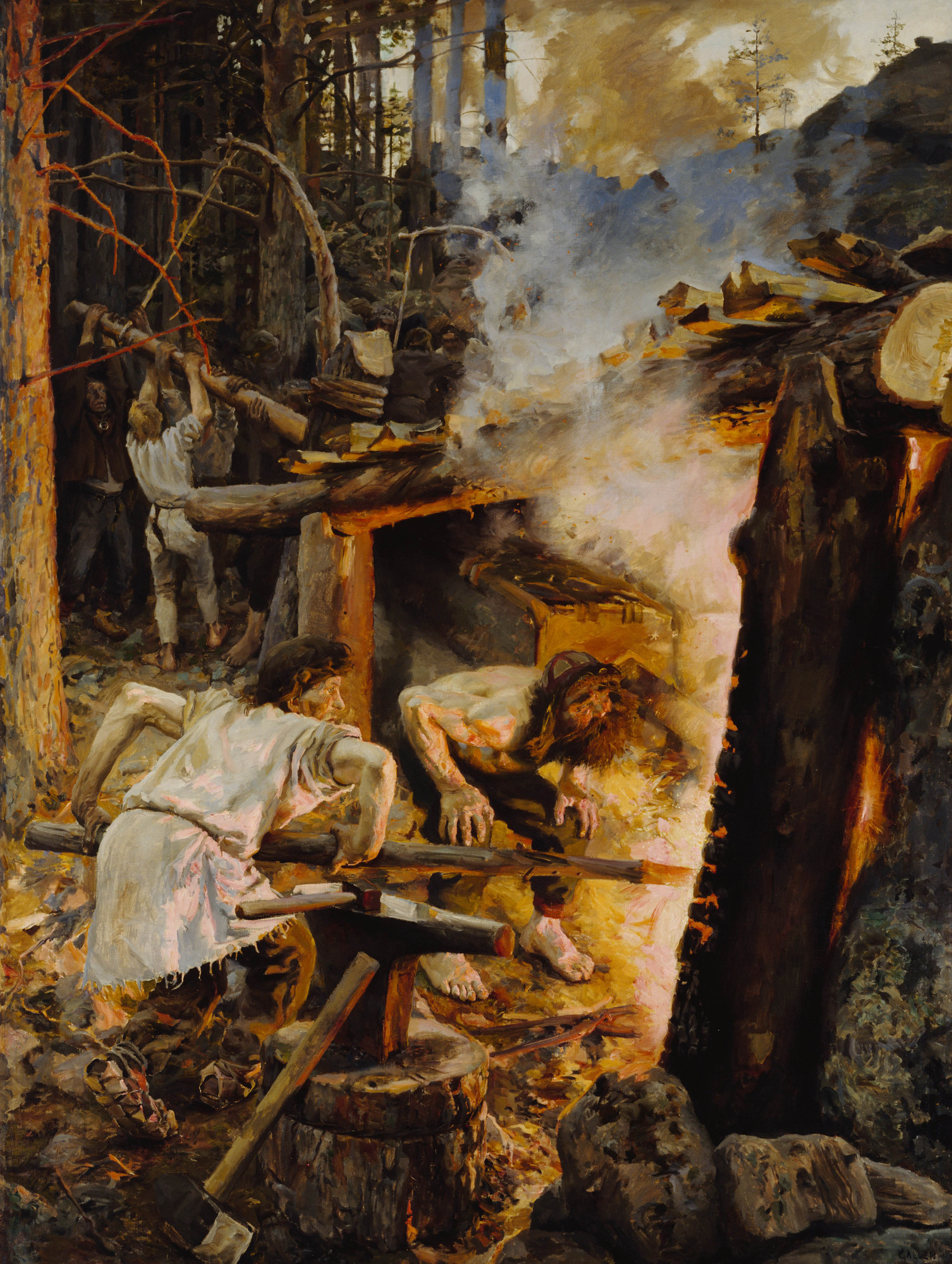
А. Галлен-Каллела «Создание Ильмариненом Сампо»

#### Балто-славянские персонажи
- восточнославянский Кий
- Сварог — древнеславянский бог-кузнец (?)
- Кальвис — бог-кузнец прибалтийской мифологии, «выковавший» Солнце
- Телявель — ещё один бог-кузнец прибалтийской мифологии

#### Финно-угорские персонажи
- Финский кузнец Ильмаринен (см. «Калевала»), финно-угорский Ильмарине, карельский Ильмойллин и удмуртский бог-кузнец Инмар

#### Кавказские персонажи
- кузнецы Шьашвы, Айнар и Тлепш в абхазской мифологии (см. нартский эпос). Также Пхьармат
- Амиран
- Пиркуши — кузнец грузинской мифологии
- Курдалагон — божественный кузнец в осетинском варианте нартского эпоса. Закалил чудо-богатыря Батрадза.

#### Азиатские персонажи
- Хасамиль — бог хатти
- Таргитай — бог скифов
- Вишвакарман — индуистский бог
- Тваштар — божественный кузнец, демон-асур индийской мифологии
- Кава — в персидском эпосе «Шахнаме» герой-кузнец, поднявший восстание против тирана Заххака. Ему посвящено стихотворение Хлебникова «Кавэ-кузнец»
- Кусар-и-Хусас — в западносемитской мифологии помогавший Балу
- Амацумара — японский бог-кузнец, создавший зеркало, которым нужно выманить Аматэрасу
- Сумаоро у мандингов в Африке, Сундьята. Способен становиться невидимым, одно из качеств божественных кузнецов и создаваемых ими предметов.

#### Библейские, христианские, фольклорные и литературные персонажи

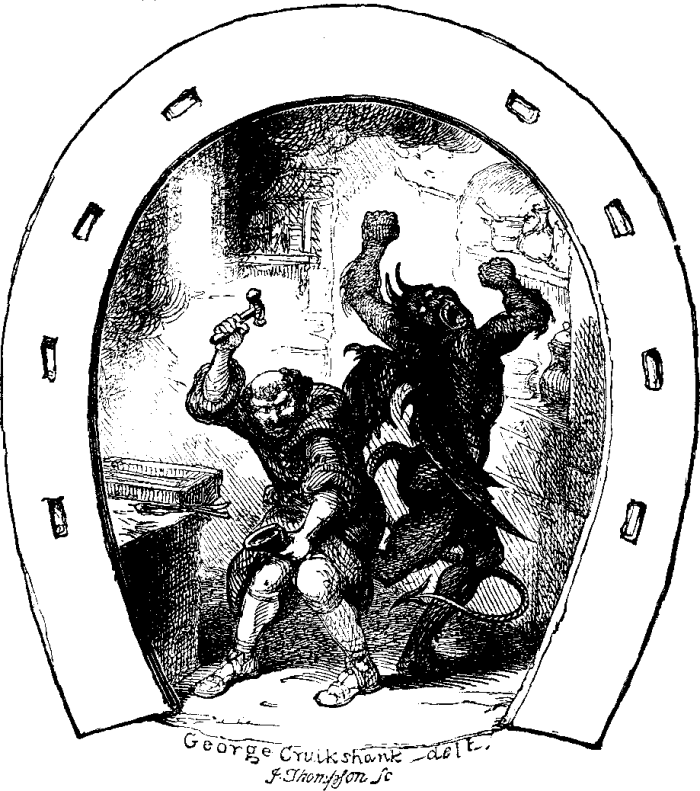
Св. Дунстан. Иллюстрация Дж. Крукшенка.

- библейский Каин, убийца пастуха Авеля, по одной из апокрифических версий был кузнецом. Имеет физический недостаток — т. н. «каинова печать», которой его пометил Бог.
- еврейский Тубал-Каин[3] (Тубалкаин, Фовел), кабир, «отец всех кузнецов», 7-е поколение от Каина. Кроме того, это имя используется в ритуале третьего градуса масонства. Потомок Каина в 6-м поколении.
- кузнец св. Элигий, епископ Нуайонский, (ок. 588—660) — патрон золотых и серебряных мастеров и чеканщиков.
- св. Дунстан, подковавший Сатану — покровитель кузнецов и ювелиров
- Ильмаринен — персонаж карело-финского эпоса Калевала.
- фольклорный богатырь Косьмодемьян (Кузьмодемьян)
- кузнец Вакула, персонаж из гоголевских «Вечеров на хуторе близ Диканьки» — является сыном ведьмы Солохи и укрощает чёрта
- хитроумный Левша, герой Лескова
- Кузнец из Большого Вуттона — герой одноимённого произведения Толкина
- Ауле — у Толкина третий по могуществу из Валар, кузнец Арды, в его компетенции твёрдая материя и ремесла; создатель гномов; учитель Нолдор, супруг Яванны Кементари.
- Джейсон Ягг, сын нянюшки Ягг, второстепенный персонаж книг Терри Пратчетта. На протяжении нескольких поколений представители его семьи, кузнецы, подковывают лошадь Смерти.
- Медведь-кузнец из «Котлована» Андрея Платонова.
- Казак-кузнец Ипполит Шалый из романа Михаила Шолохова «Поднятая целина».